# سك العملات في الهند

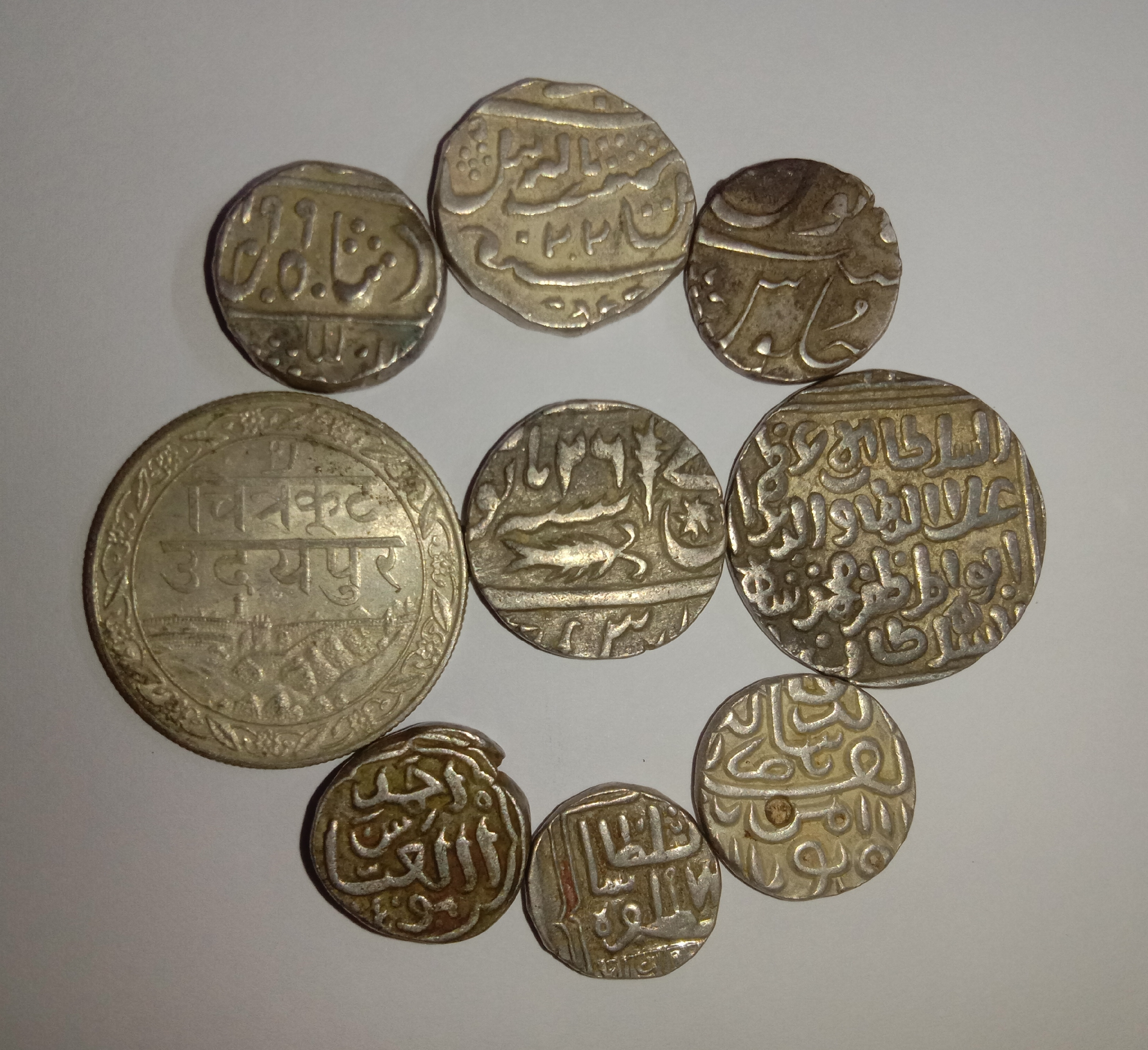
عملات تانكا وروبية فضية من سلطنة وولايات أميرية مختلفة في الهند

بدأ سك العملة في الهند ما بين أوائل الألفية الأولى قبل الميلاد والقرن السادس قبل الميلاد، وكانت تتكون بشكل أساسي من العملات النحاسية والفضية في مرحلتها الأولية. كانت العملات المعدنية في هذه الفترة هي كارشابانا أو بانا. ومع ذلك، على عكس تلك المتداولة في غرب آسيا، كانت مجموعة متنوعة من العملات الهندية القديمة عبارة عن قضبان معدنية مختومة، مما يشير إلى أن ابتكار العملة المختومة أضيف إلى شكل سابق من العملة الرمزية التي كانت موجودة بالفعل في مملكتي جاناباداس وماهاجانابادا في الهند التاريخية المبكرة. الممالك التي سكت عملاتها المعدنية شملت غاندهارا وكونتالا وكورو وماغادا وبانشالا وشاكيا وسوراسينا وسوراشترا وفيداربها إلخ.
تطورت طريقة سك العملة الهندية في الألفية الثانية مع الحكم الإسلامي الهندي في الهند. والحكم البريطاني في القرن التاسع عشر.

## أصل العملة في شبه القارة الهندية

### أصول ما قبل التاريخ والعصر البرونزي
استُخدمت أصداف الكاوري لأول مرة في الهند عملةً سلعيةً. ربما استخدمت حضارة وادي السند معادن ذات أوزان ثابتة مثل الفضة في الأنشطة التجارية، وهو ما يتضح من منطقة دي كيه في موهينجو دارو من أواخر فترة هارابان (التي يرجع تاريخها إلى 1900-1800 قبل الميلاد أو 1750 قبل الميلاد). اقترح دي دي كوسامبي وجود صلة بين قطع الفضة من فئة موهينجودارو الرابع وقطع الفئة دي مع العملات المعدنية ذات العلامة المثقوبة بناءً على تشابهها الملحوظ وهويتها بين أوزان الفئة D. وقد سلط الضوء أيضًا على أوجه التشابه الملحوظة بين رموز العملات المعدنية التي تحمل علامة الثقب وتلك التي تظهر في أختام وادي السند. أرخت أقراص الذهب غير المميزة من العصر الحجري الحديث المكتشفة في إران إلى عام 1000 قبل الميلاد، وبسبب افتقارها إلى الاستخدام الزخرفي، فقد اقترح أنها كانت تستخدم ككائن نقدي كما فسرت قطعة رمزية ذهبية مماثلة من باندو راجار ديبي على أنها عملة معدنية، وهي مطروقة على الحواف وتحمل علامات متوازية، ومع أنّ وزنها 14 جرامًا فإن ربع القطعة مفقود أي أن وزنها الكامل البالغ 21 جرامًا يتوافق مع معايير وزن العملات القديمة في الهند وتؤكد المراجع الأدبية الفيدية تداول الرموز الذهبية في تلك الفترة. وقد قدم تفسيرات مماثلة فيما يتعلق باستخدام الأشياء الدائرية الفضية من كنز غونجيريا.

### معيار الوزن
منذ العصر البرونزي استُخدم الراتي (0.11 أو 0.12 جرام) أو وزن بذور الغونجيا وحدةً أساسيةً لقياس الكتلة في حضارة وادي السند، إذ كان أصغر وزن لوادي السند يساوي 8 راتي (0.856 جرام) واستُخدم النظام الثنائي لمضاعفات الأوزان (مثال: 1:2:4:8:16:32) حيث كانت نسبة 16 هي الوزن العادي القياسي (16 × أصغر وزن) وما إلى ذلك. ويبدو أن نظام الوزن هذا قد كُرر في أقدم العملات الهندية. كانت عملات ماشا عبارة عن ربع كارشاباناس، أي كانت كارشاباناس ربع قيمة كارشا (13.7 جرام، 128 راتي) أو 32 راتي وهو نفس الوزن المعروف والمستخدم في حضارة وادي السند. وقد أُعلن هذا المعيار (32 راتي) باسم بورانا أو دارانا بواسطة كوتيليا. اختلف وزن كارشا بناءً على القيم المختلفة للماشا، فمثلًا ذكر أرثاشاسترا أنّ ماشا يساوي 5 راتي بدلاً من 8 راتي ماشا وهو ما يوصف بأنه المعيار السائد في زمن كوتيليا. تتوافق عملات ربع سوارنا الغاندهران مع نظام 5 راتي ماشاس مختلف مذكور في آرثاشاسترا كما هو الحال مع العملات المعدنية ذات العلامة النحاسية (80 راتي 146 حبة وزنها 9.46 جرام). ذُكر نظام وزن شاتامانا (حرفيًا 100 وحدة) لأول مرة في ساتاباتا براهمانا والذي يساوي 100 كريشنالا، كل كريشنالا يساوي راتي واحد. الوزن الدقيق لعملة كارشابانا وساتامانا الفضية الهندية القديمة مذكور أدناه؛
1 ساتامانا= 100 راتيس مكونة من 11 جرام من الفضة النقية
1 كارشابانا= 32 راتيس مكونة من 3.3 جرام من الفضة الخالصة
½ كارشابانا= 16 راتيس
¼ كارشابانا (ماشا)= 8 راتيس
1/8 كارشابانا= 4 راتيس

### نظرية التأثيرات في غرب آسيا

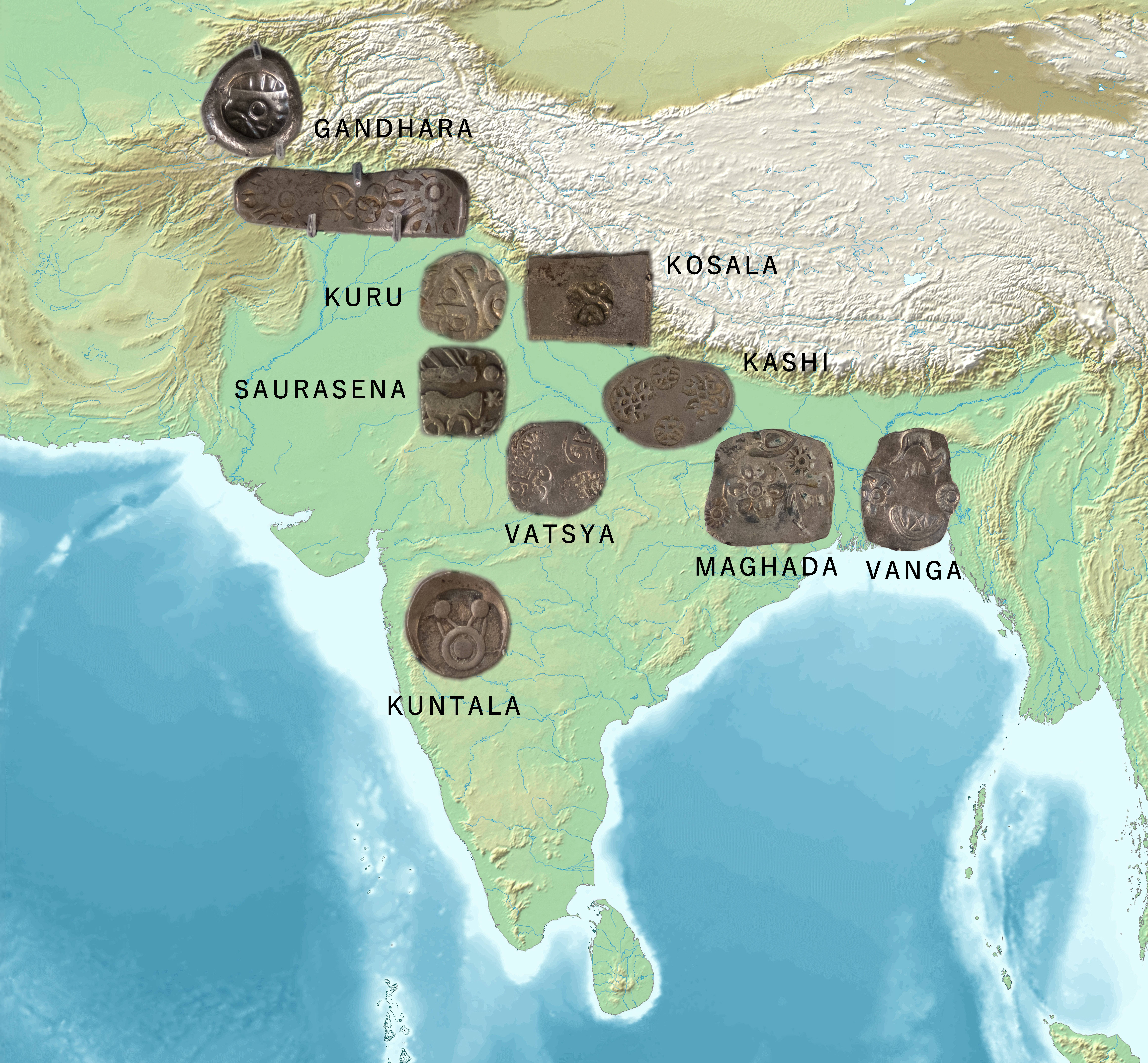
"أولى العملات المعدنية في جنوب آسيا"، 400-300 قبل الميلاد، المتحف البريطاني. وفقًا للمتحف البريطاني، صدرت العملات الأولى في جنوب آسيا في أفغانستان ق. 400 BCE، ثم انتشر إلى شبه القارة الهندية.

#### العملات الأخمينية في شمال غرب الهند

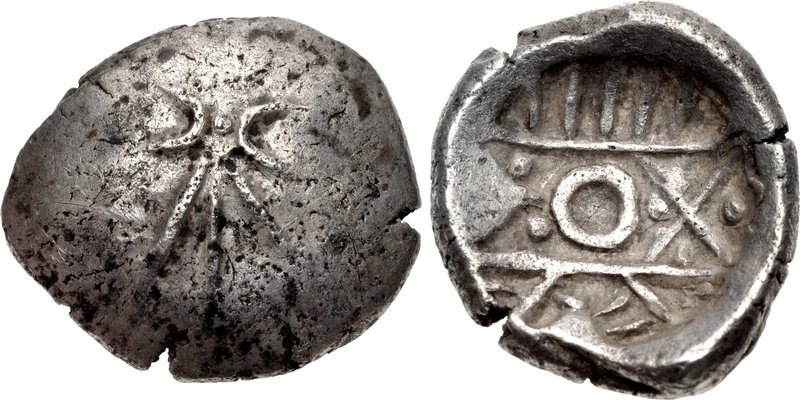
عملة معدنية تحمل علامة ثقب تم سكها في وادي كابول في عهد الإدارة الأخمينية. ق. 500 قبل الميلاد، أو ق. 350 BCE.

## الفترة التاريخية المبكرة (أوائل الألفية الأولى قبل الميلاد – 300 قبل الميلاد)

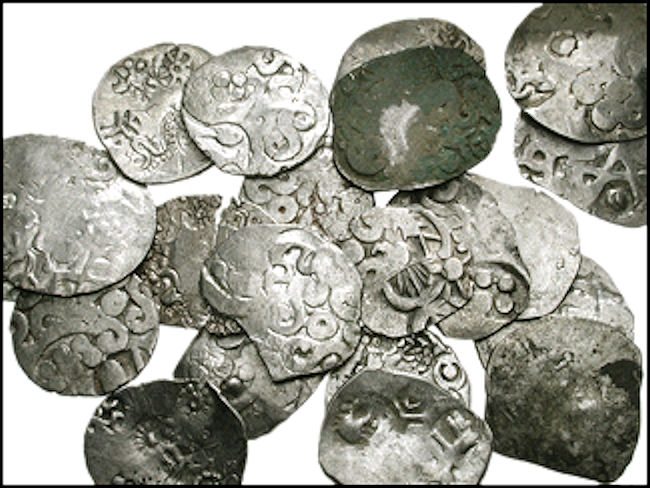
كوسالا كارشاباناس. حوالي 525-465 قبل الميلاد. متوسط القطر 25 مم، متوسط الوزن 2.70 جرام. كل قطعة تحتوي على مجموعة متنوعة من علامات الثقب المنفصلة المطبقة على كلا الجانبين.

### العملات الهندية ذات علامة كارشابانا المثقوبة

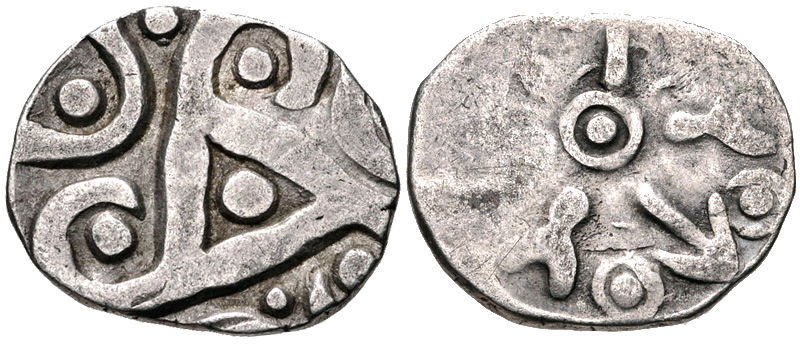
كوروس (كوروكشيتراس) حوالي 350-315 قبل الميلاد

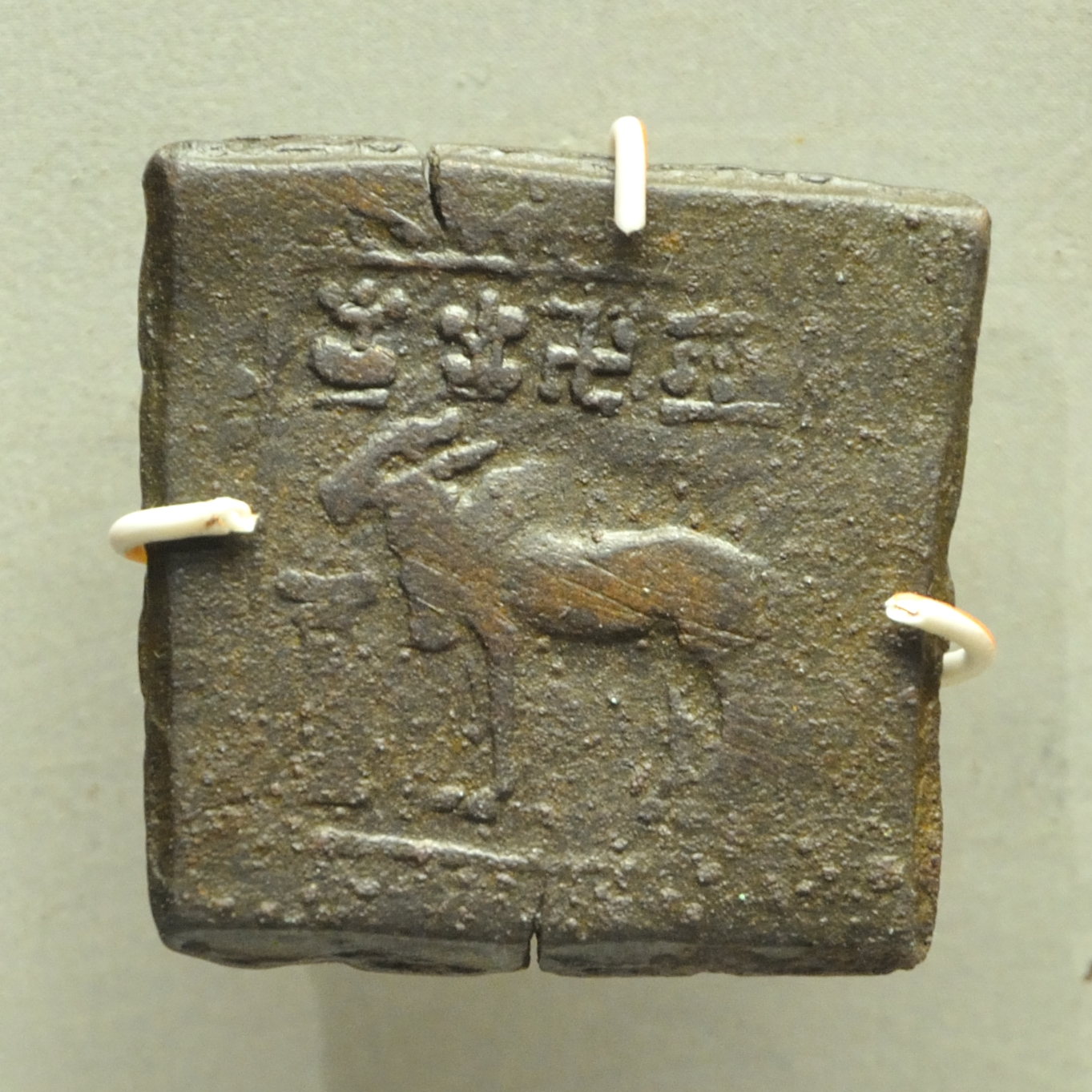
عملة نحاسية مصبوبة تعود إلى القرن الخامس قبل الميلاد - القرن الثاني الميلادي

#### العملات المعدنية المسكوكة من عصر سوراشترا (القرن الخامس - القرن الرابع قبل الميلاد)

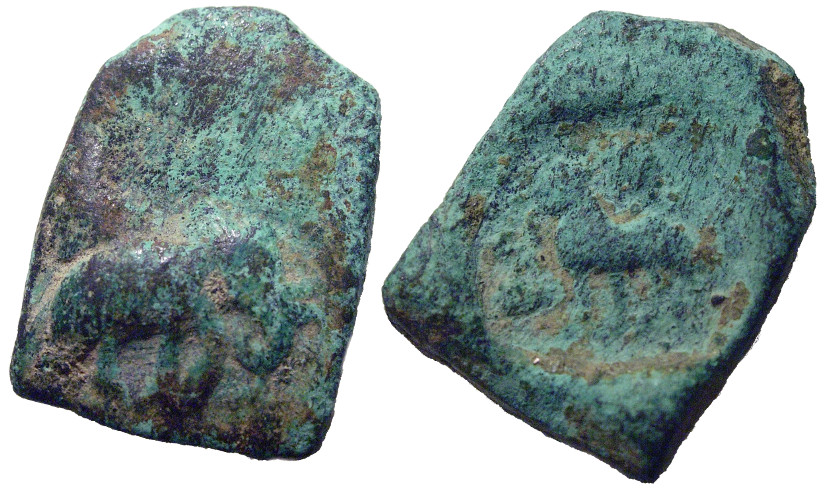
عملة نحاسية مسكوكة من غاندهارا، حوالي 304-232 قبل الميلاد.

### عملات سفارنا

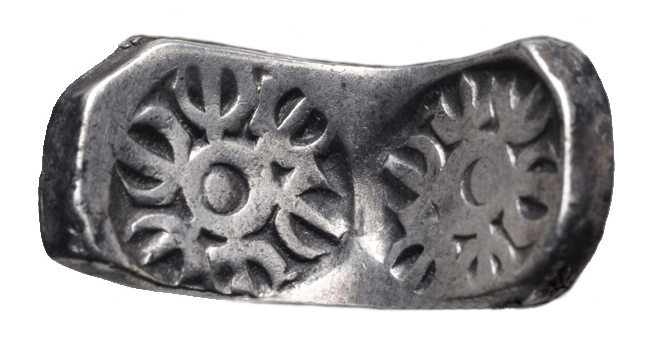
عملة شاتامانا "بينت بار" وفقًا لبعض الخبراء سُكت في عهد الإدارة الأخمينية، غاندهارا ق. 350 BCE.

### الهنود اليونانيون

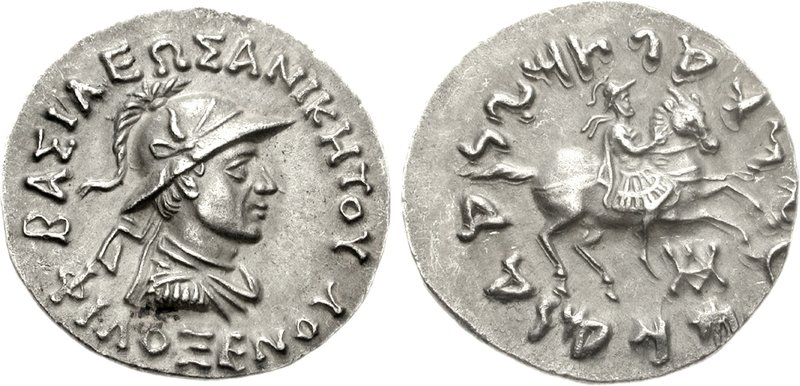
رباعية الدراخما الفضية للملك الهندي اليوناني فيلوكسينوس.
الوجه: تمثال نصفي لفيلوكسينوس يرتدي خوذة وتاجًا وملفوفًا. الأسطورة اليونانية ΒΑΣΙΛΕΩΣ ΑΝΙΚΗΤΟΥ ΦΙΛΟΞΕΝΟΥ "الملك فيلوكسينوس الذي لا يقهر"
القس: الملك على حصان راقص يرتدي زيًا عسكريًا. أسطورة خاروشتي MAHARAJASA APADIHATASA PHILASINASA "الملك فيلوكسينوس الذي لا يهزم ".

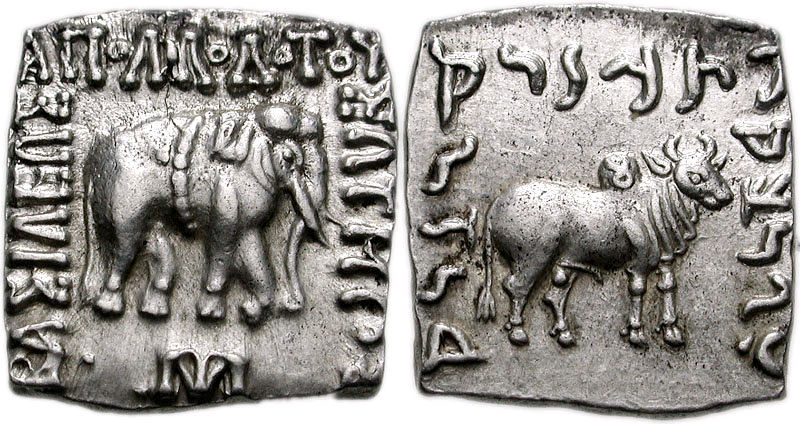
عملة أبولودوتوس الأول، مع رمز تورين نانديبادا على سنام ثور الزيبو. الوجه: الفيل والأسطورة اليونانية ΒΑΣΙΛΕΩΣ ΑΠΟΛΛΟΔΟΤΟΥ ΣΩΤΗΡΟΣ، "الملك المنقذ أبولودوتوس".

## معرض الصور

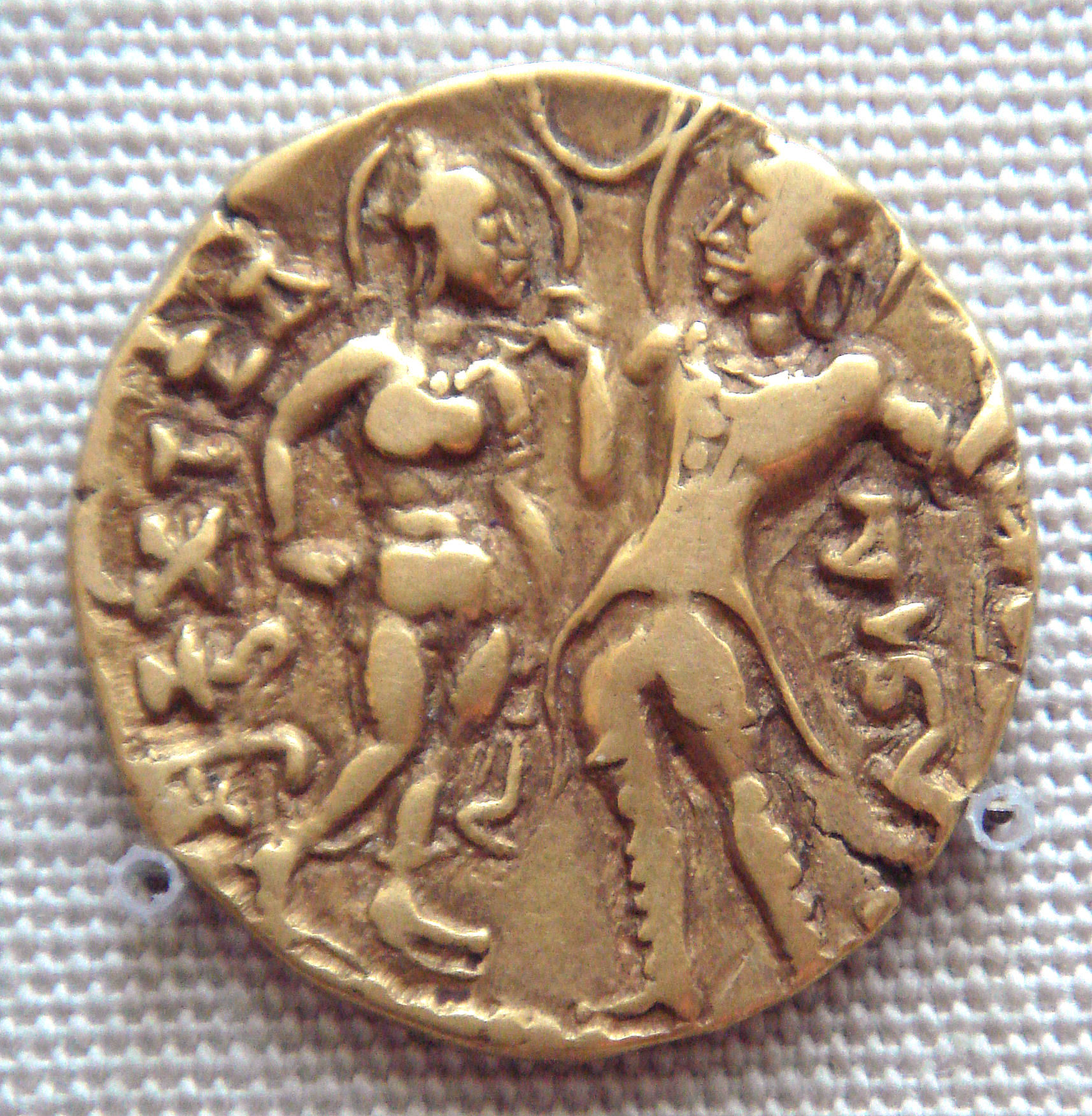
الملكة كومار والملك شاندرا جوبتا الأول على عملة ابنهما سامود جوبتا عام 380 م.
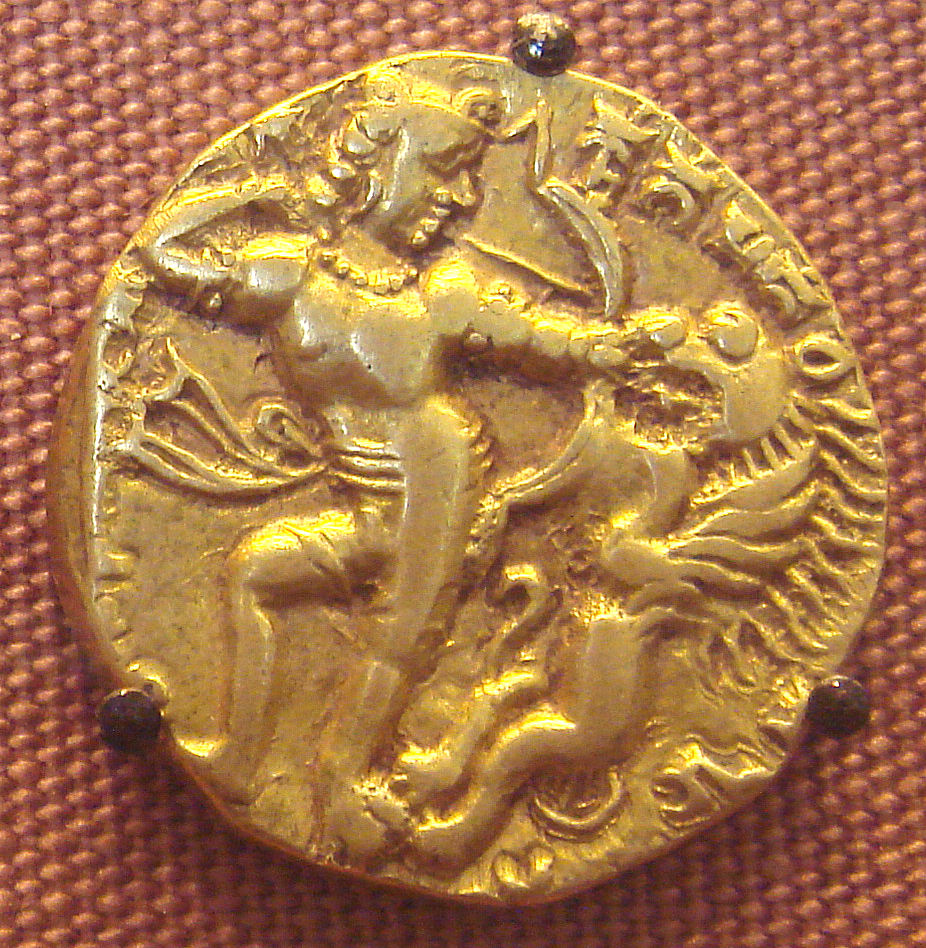
عملة ذهبية من عصر جوبتا، تصور ملك جوبتا يحمل قوسًا عام 300 م.
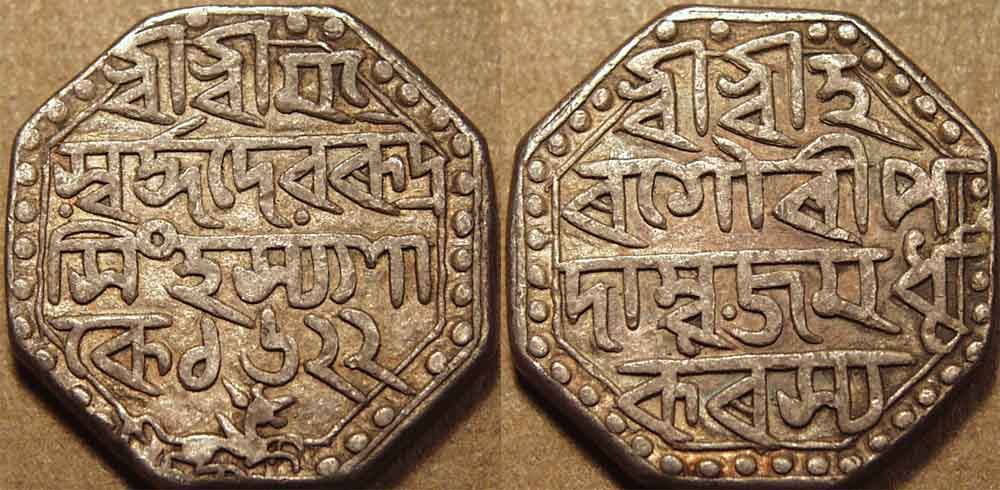
عملة روبية فضية لرودرا سيمها من مملكة آهوم عام 1696م.
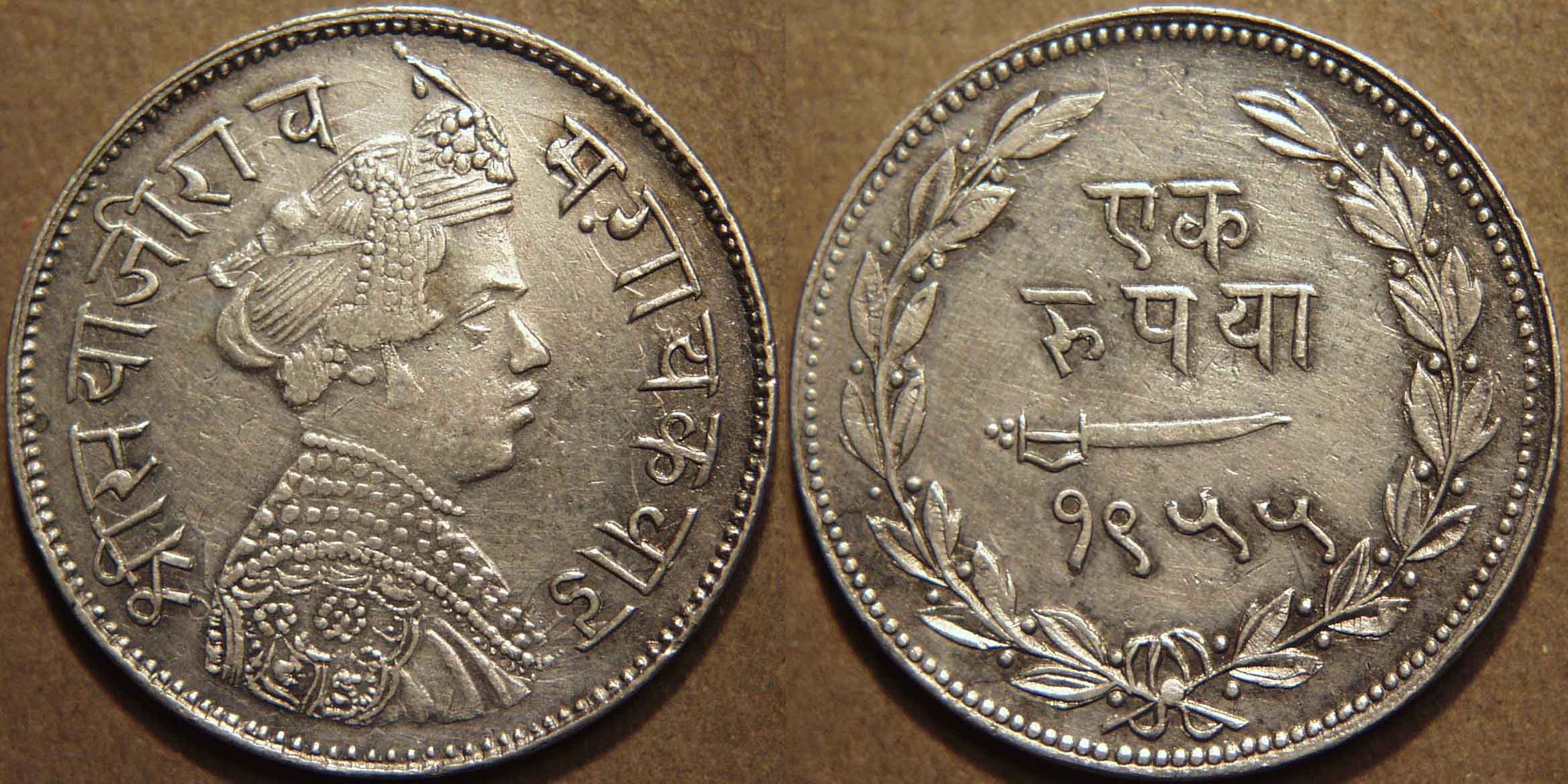
الروبية الفضية لمملكة المراثا في بارودا في ساياجي راو الثالث عام 1870م.
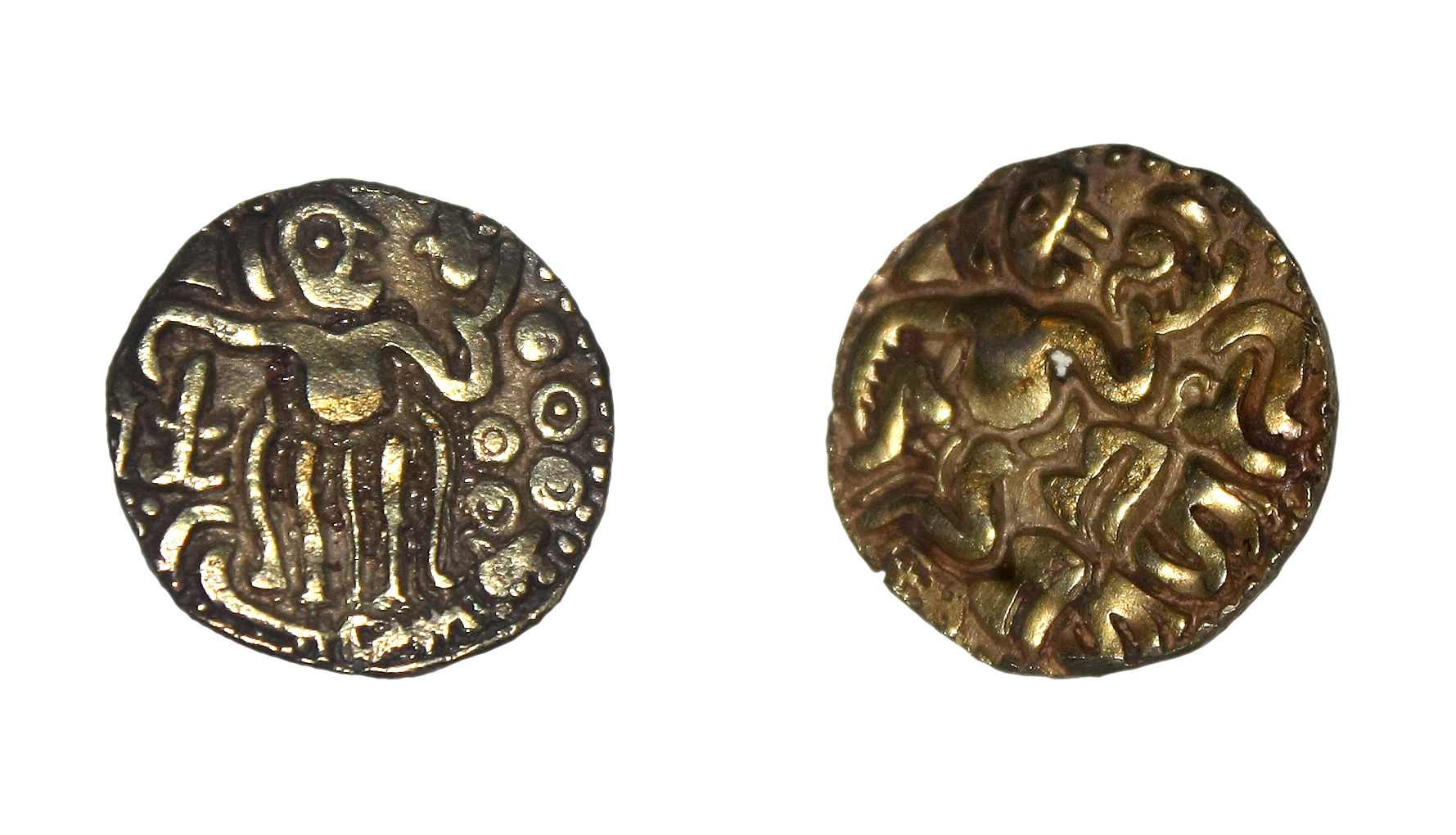
عملة ذهبية لراجا راجا تشولا الأول عام 985–1014م.
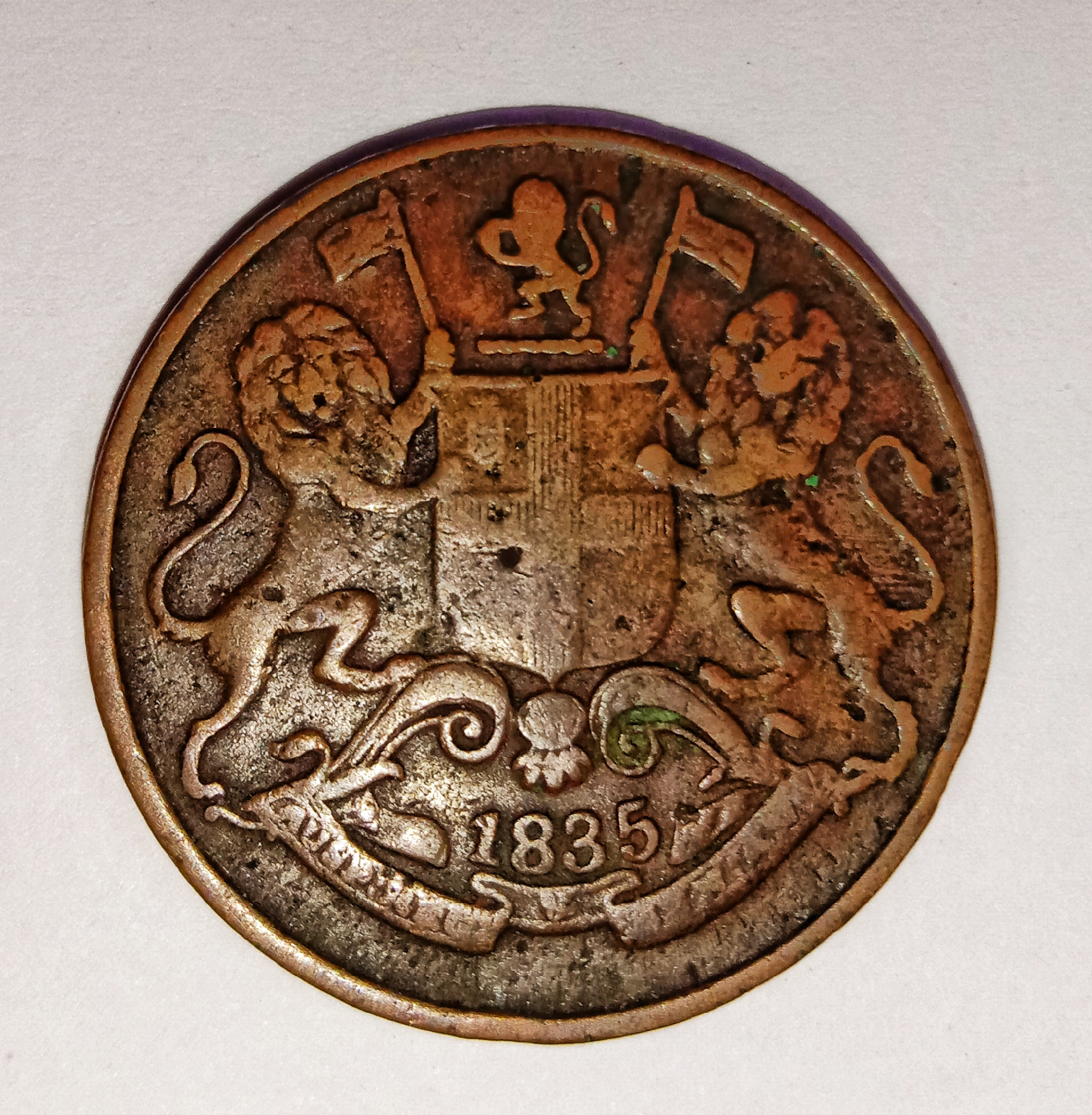
ربع عملة آنا من عام 1835 تحمل شعار شركة الهند الشرقية.
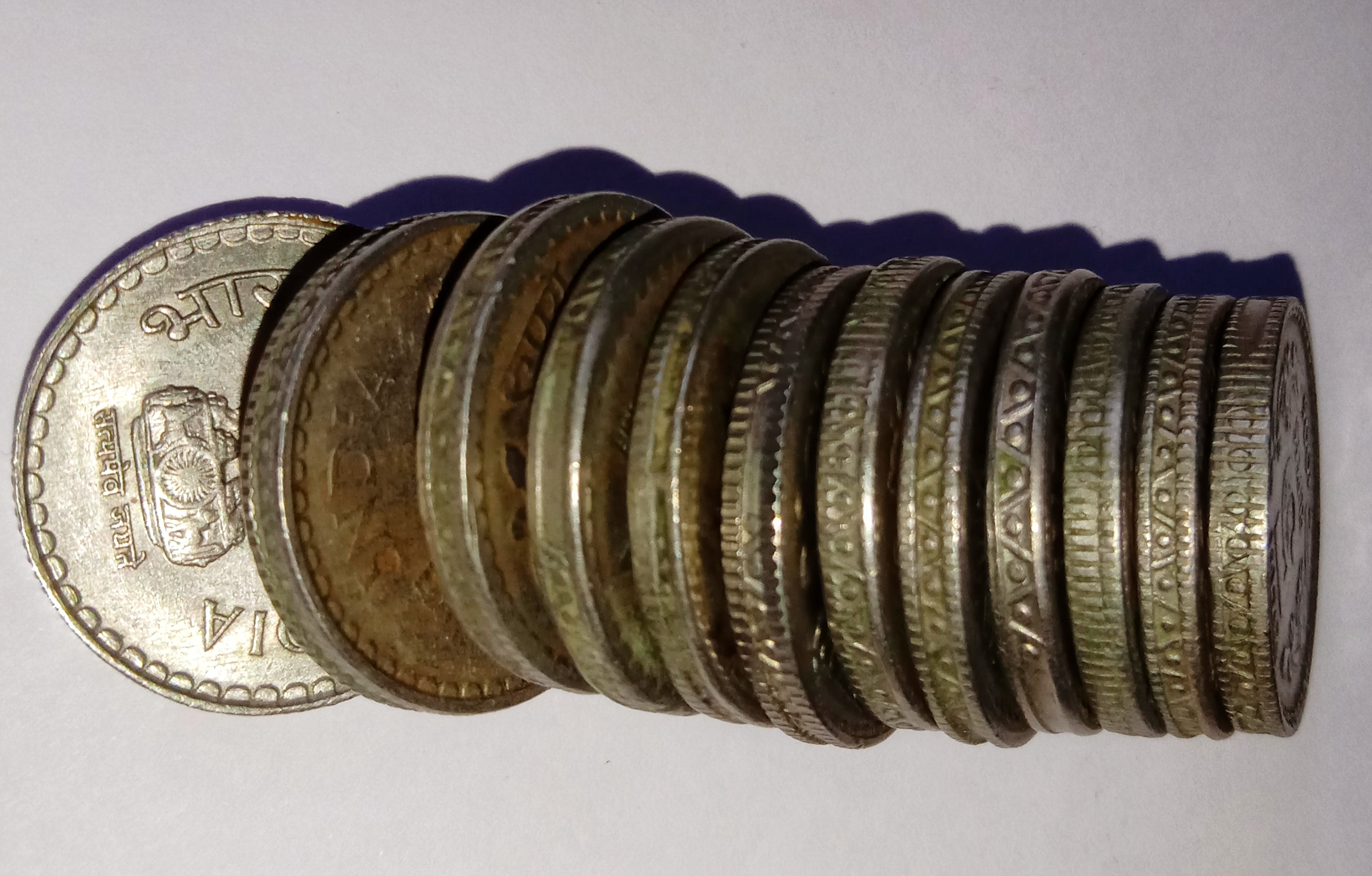
حواف مطحونة لعملات الخمس روبيات هندية
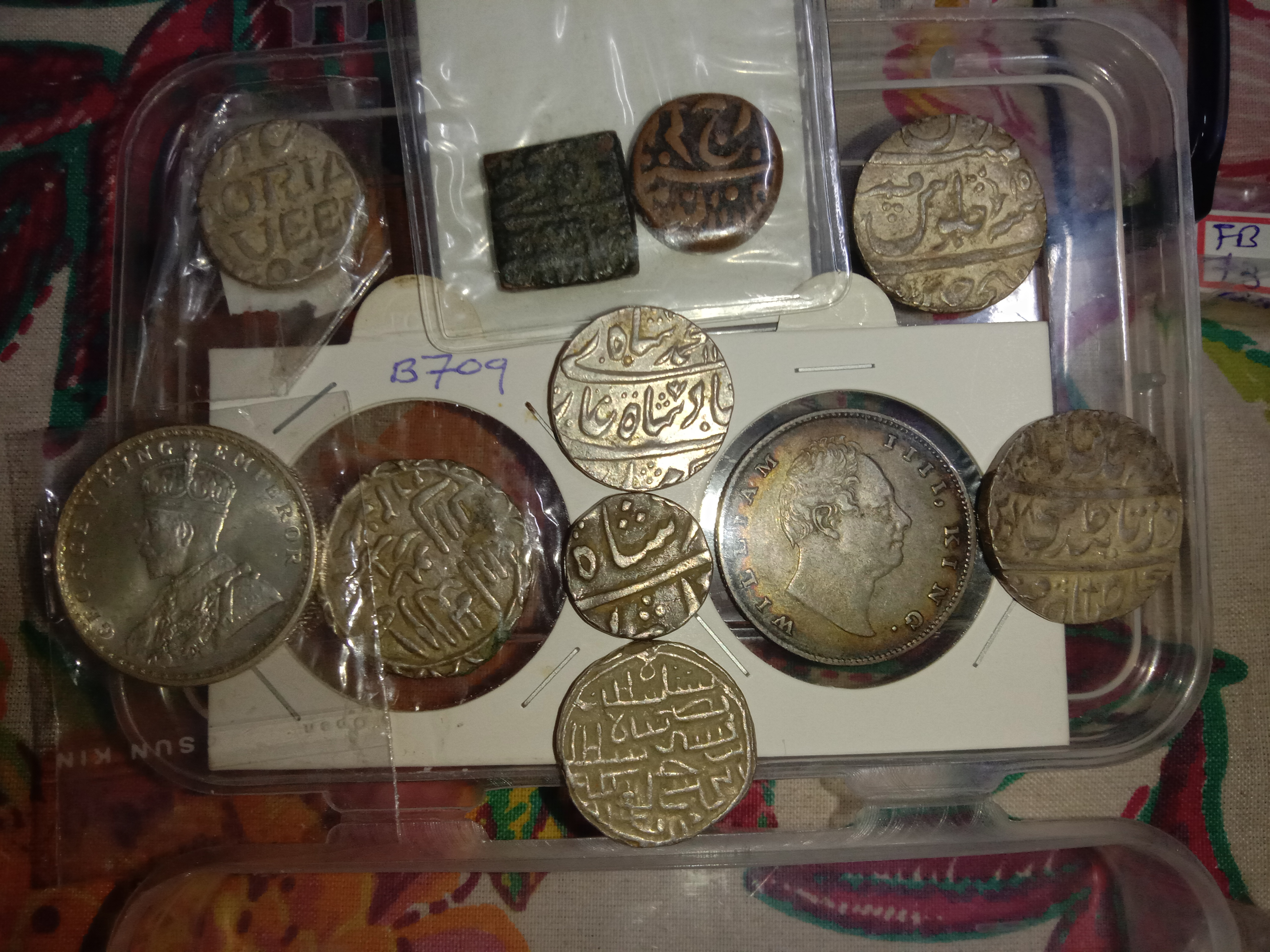
قطع نقدية من الهند القديمة والعصور الوسطى والهند البريطانية، مصنوعة من الفضة.